# Sveta Petka (distrikt)
Sveta Petka (bulgariska: Света Петка) är ett distrikt i Bulgarien.   Det ligger i kommunen Obsjtina Velingrad och regionen Pazardzjik, i den sydvästra delen av landet, 90 km sydost om huvudstaden Sofia.
I omgivningarna runt Sveta Petka växer i huvudsak blandskog. Runt Sveta Petka är det ganska tätbefolkat, med 52 invånare per kvadratkilometer.